# You Can't Do That on Stage Anymore, Vol. 4
You Can't Do That on Stage Anymore, Vol. 4 è un doppio album live di Frank Zappa, registrato tra il 1969 e il 1988 e pubblicato nel 1991.

## Tracce

### Disco uno
1. Little Rubber Girl - (Zappa, Denny Walley)
  - Intro registrata al Bismarck Theater di Chicago il 23 novembre 1984; canzone registrata al Palladium di New York il 31 ottobre 1979
2. Stick Together
  - Queen Elizabeth Theatre, Vancouver, novembre 1984
3. My Guitar Wants to Kill Your Mama
  - Universal Amphitheater, Universal City (California), 23 dicembre 1984
4. Willie the Pimp
  - Universal Amphitheater, Universal City (California), 23 dicembre 1984
5. Montana
  - The Roxy Theatre, Los Angeles 8 - 10 dicembre 1973 e Universal Amphitheater, Universal City, California 23 dicembre 1984
6. Brown Moses
  - Universal Amphitheater, Universal City (California), 23 dicembre 1984
7. The Evil Prince
  - Queen Elizabeth Theatre, Vancouver, 18 dicembre 1984; eccetto l'assolo di chitarra: Hammersmith Apollo, Londra 24 - 26 settembre 1984
8. Approximate
  - Stadio Comunale, Pistoia, 8 luglio 1982
9. Love of My Life
  - Mudd Club, New York, 8 maggio 1980
10. Let's Move to Cleveland - (solos, 1984)
  - Fine Arts Center Concert Hall, Amherst, 28 ottobre 1984
11. You Call That Music?
  - McMillin Theater, Columbia University, New York, 14 febbraio 1969
12. Pound for a Brown - (solos, 1978)
  - The Palladium, New York, 28 ottobre 1978
13. The Black Page - (versione del 1984)
  - Queen Elizabeth Theatre, Vancouver, 18 dicembre 1984; eccetto l'assolo di chitarra: The Pier, New York, 26 agosto 1984
14. Take Me Out to the Ball Game - (Jack Norworth, Albert Von Tilzer)
  - Pabellón de los Deportes de La Casilla, Bilbao, Spagna, 13 maggio 1988
15. Filthy Habits
  - Pabellón de los Deportes de La Casilla, Bilbao, 13 maggio 1988 e Le Summum, Grenoble, Francia, 19 maggio 1988
16. The Torture Never Stops - (versione originale)
  - Armadillo World Headquarters, Austin, 21 maggio 1975

### Disco due
1. Church Chat
  - Parc des Expositions, Metz, Francia, 22 giugno 1982
2. Stevie's Spanking
  - Ex Mattatoio di Testaccio, Roma, 9 luglio 1982
3. Outside Now
  - Tower Theater, Upper Darby Township (Pennsylvania), 10 novembre 1984
4. Disco Boy
  - Olympiahalle, Monaco, Germania, 26 giugno 1982
5. Teen-Age Wind
  - Olympiahalle, Monaco, Germania, 26 giugno 1982
6. Truck Driver Divorce
  - Hammersmith Apollo, Londra 24 - 26 settembre 1984 e Paramount Theatre, Seattle, 17 dicembre 1984; eccetto l'assolo di chitarra: Olympiahalle, Monaco, Germania, 26 giugno 1982
7. Florentine Pogen
  - Kulttuuritalo, Helsinki, Finlandia, 22 settembre 1974 e Hammersmith Apollo, Londra, 18 febbraio 1979
8. Tiny Sick Tears
  - The Factory, The Bronx, New York, 13 febbraio 1969
9. Smell My Beard (George Duke, Zappa)
  - Capitol Theatre, Passaic (New Jersey), 8 novembre 1974
10. The Booger Man (Duke, Napoleon Brock, Zappa)
  - Capitol Theatre, Passaic (New Jersey), 8 novembre 1974
11. Carolina Hard-Core Ecstasy
  - Paramount Theatre, Seattle, 17 dicembre 1984
12. Are You Upset?
  - Fillmore East, New York, 21 febbraio 1969
13. Little Girl of Mine (Morris Levy, Herbert Cox)
  - Detroit, 24 agosto 1984
14. The Closer You Are (Earl Lewis, Morgan Robinson)
  - Bayfront Center Arena, Saint Petersburg, 1º dicembre 1984 e Detroit, 24 agosto 1984
15. Johnny Darling (Louis Statton, Johnny Statton)
  - Detroit, 24 agosto 1984
16. No, No Cherry (L. Caesar, J. Gray)
  - Detroit, 24 agosto 1984
17. The Man from Utopia (Donald Woods, Doris Woods)
  - Stadio Comunale, Pistoia, 8 luglio 1982
18. Mary Lou (Obie Jessie)
  - Stadio Comunale, Pistoia, 8 luglio 1982